# Hellhammer (gruppo musicale)
Gli Hellhammer sono stati un gruppo heavy metal svizzero, originario di Zurigo. Nati dalla volontà di Tom G. Warrior (poi leader dei seminali Celtic Frost), gli Hellhammer sono stati tra i primi (insieme ai Bathory) a spingersi verso sonorità decisamente estreme e inaccessibili ai più. Il loro genere, anche se classificabile nel thrash metal, era molto estremo e considerato una forma primordiale di black metal.

## Storia del gruppo
Il gruppo viene fondato nel 1982 da Thomas Gabriel Fischer (chitarra/voce), e Steve Baum (basso), con il nome Hammerhead. Anni dopo Baum si trasferì a Los Angeles e fece parte di due band di discreto successo commerciale, i Sierra e i Tribe of Gypsies.
Nel 1982, cambiato nome in Hellhammer, pubblicano il loro primo demo, che mostra influenze di Black Sabbath, Venom, Raven e Motörhead. Nell'autunno dello stesso anno la formazione, allora formata da Fischer, dal bassista Steve Patton e dal batterista Pete Stratton, viene modificata dall'entrata di Jörg Neubart alla batteria; a quei tempi gli Hellhammer stavano ancora cercando una sala prove, a causa degli altissimi affitti e dei pochi spazi disponibili. Nel 1983 si verifica un altro cambio di formazione, e Neubart viene sostituito da Stephen Priestly degli Shizo, con cui viene registrato e pubblicato il secondo demo Death Fiend per soli 70 dollari. Il disco viene stampato in poche copie dalla piccola etichetta Prowlin' Death Productions, solo in musicassetta. Poco dopo il gruppo fa anche il suo esordio dal vivo, mostrando ancora una grande quantità di cover e poche canzoni originali.
Presto segue il terzo demo Triumph of Death, che viene spedito a varie fanzine metal ed etichette, come la britannica Metal Forces, ricevendo pareri contrastanti. Metal Forces lo definì infatti uno dei peggiori dischi mai registrati, mentre la fanzine francese Enfer lo considerò un classico. Tra l'altro, la copertina del disco ironizzava sulla copertina di Black Metal, che riportava la frase Le registrazioni casalinghe uccidono la musica...anche i Venom, storpiandola in i Venom uccidono la musica...gli Hellhammer uccidono i Venom.
Poco dopo Steve Patton viene rimpiazzato dall'ex bassista degli Schizo Martin Eric Ain, con cui la band inizia a cambiare stile musicale e testi. Con Ain viene anche registrato il quarto demo nel 1984, intitolato Satanic Rites, ai Sound Concept Studios. Poco dopo, la band rischia lo scioglimento: alla richiesta da parte della Noise Records di registrare un altro demo, Ain è sul punto di lasciare il gruppo, non ritenendosi all'altezza. Nonostante gli Hellhammer non avessero registrato nuovi demo, l'etichetta decide comunque di offrire loro un contratto, che si concretizza nell'unica pubblicazione ufficiale della band, l'EP Apocalyptic Raids, registrato nel marzo 1984.
Il disco viene pubblicato anche negli Stati Uniti da Metal Blade Records con due tracce bonus, e inizia a circolarne anche una versione bootleg con due tracce dal vivo e una registrazione di Messiah.
Poche settimane dopo Ain e Fischer escono dalla band, e il 31 maggio il gruppo si scioglie, cambiando il proprio nome in Celtic Frost, su ispirazione del disco dei Cirith Ungol Frost and Fire.
Nel 1990 la Noise Records pubblica una nuova versione di Apocalyptic Raids intitolata Apocalyptic Raids 1990 A.D., con l'aggiunta di due tracce dalla compilation Death Metal e di un nuovo artwork realizzato dallo stesso Martin Ain.
Recentemente molte tracce degli Hellhammer sono state oggetto di cover da parte di vari complessi: nel 1995 il supergruppo black metal svedese The Abyss ha reinterpretato Massacre all'interno del disco The Other Side, nel 1990 il gruppo death metal statunitense Incantation ha realizzato una cover di Third of the Storms nel proprio demo omonimo, mentre i Darkthrone hanno suonato dal vivo The Usurper nei primi anni di carriera, registrata nel bootleg Live in Frostland. Infine, anche i Samael hanno riregistrato Third of the Storms nell'EP Medieval Prophecy.
Nel 2004, gli Hellhammer sono stati inclusi con la traccia The Third of the Storms nella compilation Fenriz Presents...The Best of Old School Black Metal, realizzata da Fenriz dei Darkthrone.
Nel 2008 la Century Media ha pubblicato Demon Entrails, che raccoglie tutti i demo registrati dalla band.

## Critiche
Durante l'attività, il gruppo ha ricevuto molte critiche da fanzine dell'epoca, che col tempo finirono per colpire anche i Celtic Frost, nati appunto dalle ceneri degli Hellhammer. Nel 1985 la rivista Kerrang!, in una recensione del disco To Mega Therion, scrisse: gli esecrabili Hellhammer possono anche essere diventati i Celtic Frost, ma fanno ancora schifo.
Molti altri magazine furono molto critici sullo stile musicale adottato dalla band; la rivista Metal Forces, ad esempio, espresse in più articoli disprezzo per il gruppo, causando una lunga inimicizia con Tom Fischer, tanto che i Celtic Frost non si esibirono in Inghilterra per un paio d'anni. Anche Rock Power giudicò negativamente i lavori degli Hellhammer, considerandoli la cosa più terribile, oscena e atroce che dei musicisti abbiano mai registrato. Come ha dichiarato lo stesso Fischer, queste opinioni erano molto comuni fra i critici musicali dell'epoca, e il gruppo riceveva continuamente recensioni negative.
A questo proposito, Fischer ha dichiarato:
(Gabriel Fischer)

## Formazione

### Ultima
- Tom G. "Satanic Slaughter" Warrior (Thomas Gabriel Fischer) - voce, chitarra
- Martin "Slayed Necros" Ain - basso
- Bruce "Denial Fiend" Day - batteria

### Ex componenti
- Michael Baum - basso (1982)
- Steve "Savage Damage" Warrior (Steve Patton) - basso (1982-1983)
- Peter Stratton - batteria (1982)
- Steve "Evoked Damnator" Priestley - batteria (1983)
- Mike "Grim Decapitator" Owens - batteria
- Vince "Dei Infernal" Garetti - chitarra

## Discografia

### Raccolte
- 2008 - Demon Entrails

### EP
- 1984 - Apocalyptic Raids

### Demo
- 1983 - Death Fiend
- 1983 - Triumph of Death
- 1983 - Satanic Rites

### Apparizioni in compilation
- 1984 - Death Metal (con Helloween, Running Wild e Dark Avenger)
- 1985 - Metal Massacre V
- 1988 - The Best of Metal Massacre

### Riviste
- Damien Gregori, Thrash Metal or, How I Learned to Stop Worrying and Love the Bomb, in Terrorizer, n. 108,  pp. 10-14.